# Маркгрефлерланд

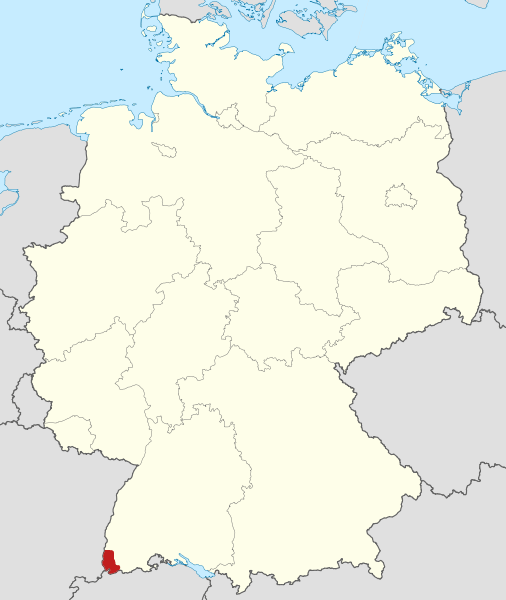
Розташування Маркгрефлерланду на мапі Німеччини

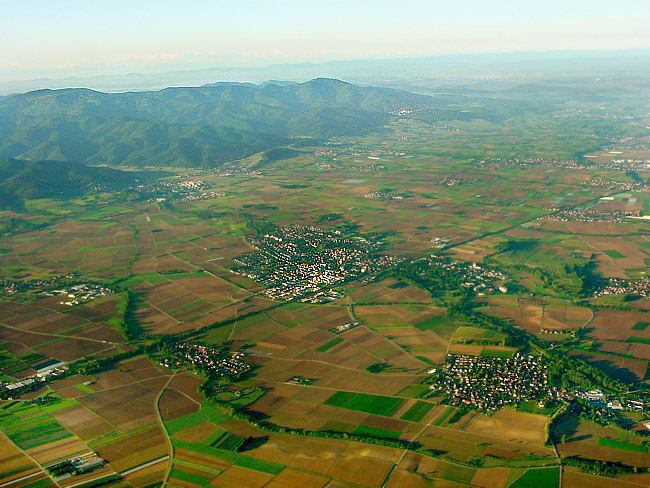
Краєвид з висоти на Маркгрефлерланд і Шварцвальд біля Бад-Кроцінгена

Маркгрефлерланд (нім. Markgräflerland) — регіон у землі Баден-Вюртемберг на крайньому південному заході Німеччини; межує з Францією на заході та Швейцарією на півдні .
У різних аспектах різні регіони називаються «Маркгрефлерланд»: 

- Історична територія, яка мала названа «Маркгрефлерланд»,[2] простягається на південний схід до Візенталя та мала ексклави на північ від Бад-Кроцінгена. Він був створений 8 вересня 1444 року шляхом злиття володінь Реттельн, Баденвейлер[de] та ландграфства Заузенбурга[de][3] і належав маркграфам Гахберг-Заузенбергам[de], гілці дому Баден, а після їх вимирання — маркграфам Баденським, пізніше маркграфам Баден-Дурлаським. Реформація закріпилася тут в 1556 році, зробивши його протестантським островом у римо-католицькій Передній Австрії.
- Рейнська рівнина Маркгрефлер від Вайля до Нойенбурга або Рейнська рівнина Маркгрефлер від Нойенбурга до Брайзаха, а також Маркгрефлер-Гюгелланд.
- Виноробна зона з позначенням походження «Маркгрефлерланд» простягається від Високого Рейну до Фрайбург-ім-Брайсгау

## Географія
У сьогоднішньому розумінні термін Маркгрефлерланд насамперед належить регіону Верхній Рейн з виноградниками на південь від Фрайбург-ім-Брайсгау до Базеля. 
Історично північна межа регіону проходить приблизно за 20 км на південь від Фрайбурга по лінії від Гайтерсгайма до Зульцбурга вздовж Зульцбаха. 

Далі межа прямує Рейном: на півдні біля Кляйнбазеля до Швейцарії, на заході до Ельзасу (Франція); на сході обмежена Шварцвальдом.
Таким чином, регіон містить передусім південно-західні передгір'я Шварцвальду з його передгірною зоною до рівнини Рейну, Кандерталь і нижній і середній Візенталь: там, де він відкривається до долини Верхнього Рейну, знаходиться Леррах, найбільше місто в Маркгрефлерланді, яке також відоме як «столиця» регіону. 
Найбільшими висотами є Блауен (1165 м), Гое-Мер (988 м) і Тюллінгер-Берг (460 м).
Більшими річками та струмками є Візе, Кандер і Клембах (Мюльгайм/Обервайлер).

## Геологія

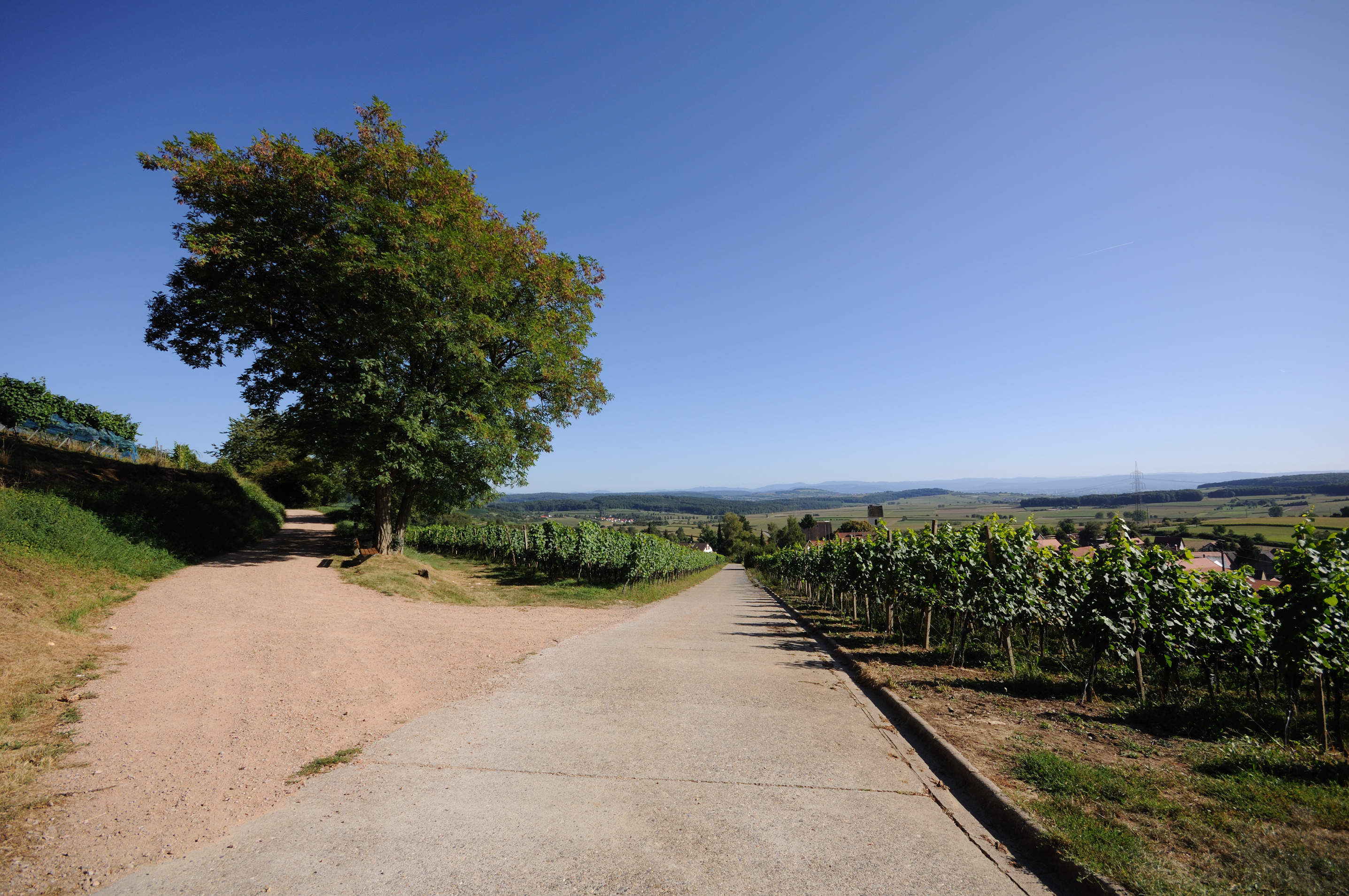
Злегка горбисті ландшафти Маркгрефлерланда: біля Танненкірха

Східна частина Маркгрефлерланда частково лежить у Шварцвальді, який складається зі старого гірського хребта з гнейсовою основою та гранітними частинами, а на заході переходить у горбисту місцевість Маркгрефлер-Гюгелланд
, 
яка займає місцеву передгірну зону, з родючим, лесовим ґрунтом.  Прикладом передгірної зони є культурний ландшафт Еггенерталя на схід від Шлінгена. У цій долині переважно вирощують фрукти. 
Вона розташована між долиною Рейну на сході, пологими пагорбами на півдні та півночі та Високим Шварцвальдом на сході.
Західна частина — Маркгрефлер-Райнебене з нижньою терасою та Рейнською низовиною, які містять лесові ґрунти, що переходять у піщано-гравійні ґрунти в напрямку до Рейну. Геологічно це утворення є залишком рифтової долини і алювіальною лесовою ділянкою річкової долини. Через геологічну активність під час утворення рифтової долини у долині Верхнього Рейну та пов’язаної з нею геотермальною активністю, яка все ще присутня, у Маркгрефлерланді виникли термальні джерела.  У долинах Шварцвальду є родовища срібної та свинцевої руд.

## Клімат
Маркгрефлерланд має сприятливий клімат через Бургундську браму, і його часто називають Тосканою Німеччини.
Тривалість сонячного сяйва вище середнього понад 1700 годин на рік (у середньому в Німеччині: 1541 година) робить регіон із середньорічною температурою 10,8 °C одним із найсонячніших і найтепліших районів у всій Німеччині. 
Теплі південно-західні вітри, що дмуть через Бургундську браму, є причиною того, що в Маркгрефлерланді весна часто починається на три тижні раніше, ніж у решті Німеччини. Західні схили гір Шварцвальд також призводять до того, що дощові хмари з Атлантики приносять достатньо вологи в Маркгрефлерланд для виноробства. Водночас Шварцвальд утворює ефективний гірський бар'єр проти надто холодних вітрів взимку і, таким чином, сприяє м'якому клімату цілий рік.